# Самосвест
Самосвест је свест личности о себи у супротности са другим – другим личностима и светом уопште. Ово је човекова свест о његовој интеракцији са објективним светом и субјективним светом (психом), његовим виталним потребама, мислима, осећањима, мотивима, инстинктима, искуствима, поступцима. На животном путу појединца као субјекта културе и живота уопште долази до постепеног освешћивања и савладавања дијалектичке везе између свести и самосвести личности, што је важан услов за развијање и дефинисање животне стратегије. 

## У психологији
У психологији, самосвест се схвата као ментални феномен, свест особе о себи као субјекту активности, услед чега се идеје особе о себи формирају у менталну „Слику-ја“.
Дете не схвата себе одмах као „ја“; Током првих година често се назива именом – како га зову они око њега; он прво постоји за себе, пре као објекат за друге људе, него као независан субјект у односу на њих.

## Развијање самосвести
Самосвест није почетна датост својствена човеку, већ производ развоја. Међутим, почеци свести о идентитету јављају се већ код одојчета, када оно почиње да прави разлику између сензација изазваних спољашњим објектима и сензација изазваних сопственим телом, свести „ја“ – од око три године, када дете почиње да правилно употребљавају личне заменице. Свест о својим менталним квалитетима и самопоштовање постају најважнији у адолесценцији. Пошто су све ове компоненте међусобно повезане, обогаћивање једне од њих неизбежно модификује цео систем.
Фазе (или фазе) развоја самосвести:
- Откриће „ја“ се дешава у доби од 1 године.
- До две или три године, особа почиње да одваја резултате својих поступака од поступака других и јасно препознаје себе као извршиоца.
- До седме године формира се способност самовредновања (самопоштовање).
- Адолесценција и адолесценција је фаза активног самоспознавања, потраге за собом, сопственим стилом. Приводи се крају период формирања друштвених и моралних оцена.

На формирање самосвести утичу:
- Евалуације других и статус у групи вршњака.
- Корелација између „стварног ја“ и „идеалног ја“.
- Процена резултата ваших активности.

## Компоненте самосвести
Компоненте самосвести према В. С. Мерлину:
- свест о свом идентитету;
- свест о сопственом „ја“ као активном, активном принципу;
- свест о својим менталним особинама и квалитетима;
- одређени систем друштвеног и моралног самопоштовања.

Сви ови елементи су функционално и генетски повезани једни са другима, али се не формирају у исто време.
Функције самосвести
- Самоспознаја је стицање информација о себи.
- Емотиван и вредан однос према себи.
- Саморегулација понашања.

Смисао самосвести
- Самосвест доприноси постизању унутрашње конзистентности личности, идентитета са собом у прошлости, садашњости и будућности.
- Утврђује природу и особине тумачења стеченог искуства.
- Служи као извор очекивања о себи и свом понашању.
- То је услов да човек постане развијена, креативна личност и субјект културе

## У филозофији
У филозофији, самосвест је свест по свести о себи, одраз свести о себи. Самосвест се истовремено схвата и као акт (активност) рефлексије свешћу о себи, и као резултат ове рефлексије – сазнање о себи. Самосвест је услов да се свест сачува у времену — одржава се као једна те иста свест. Истовремено говоре о јединству самосвести. Заузврат, јединство самосвести је услов било каквог јединства у свету (види Кант). У строго филозофском смислу, свест увек постоји – не може ни да почне ни да се заустави, пошто се у том смислу схвата као сам услов за конституисање света, као сам начин постојања и датост света. Сходно томе, самосвест се схвата као јединство субјекта који лежи у основи све свести.